# Bicarbonato

Estrutura química do íon bicarbonato (HCO_{3}^{-})

Bicarbonatos (ou hidrogenocarbonatos) são sais inorgânicos que contêm o ânion HCO3-. Quimicamente, eles são resultantes de uma reação de salificação parcial. O bicarbonato mais conhecido é o bicarbonato de sódio. Devido a sua solubilidade relativamente baixa, ele é um intermediário no processo de obtenção do carbonato de sódio, seguindo o método desenvolvido por Ernest Solvay. Em solução, o bicarbonato se encontra em equilíbrio com carbonato, água e dióxido de carbono. Este equilíbrio é recorrente em processos naturais e artificiais. O fato de que o bicarbonato de cálcio (Ca(HCO3)2) é mais solúvel do que o carbonato de cálcio (CaCO3) é importante em geoquímica.

## Aspectos gerais
O bicarbonato é um íon poliatômico cuja fórmula química é HCO3-, apresentando massa molar de 61,017 g mol-1. Em sua estrutura, o átomo de carbono está covalentemente ligado aos três átomos de oxigênio em um arranjo planar trigonal, sendo que um oxigênio também está ligado ao hidrogênio. Assim, suas interações atômicas são fortes. O ânion bicarbonato é uma espécie química intermediária na especiação química do ácido carbônico em uma solução, apresentando tanto um caráter ácido como básico. Ao mesmo tempo, ele é uma base conjugada do ácido carbônico (H2CO3) e um ácido conjugado do íon carbonato (CO32-).
O bicarbonato é uma importante espécie química do sistema carbonato em soluções naturais tamponadas, como o sangue humano e a água do mar. Assim, o sistema carbonato atua para diminuir as variações de pH nessas soluções.

## Sais de bicarbonato
- Bicarbonato de sódio: NaHCO3
- Bicarbonato de cálcio: Ca(HCO3)2
- Bicarbonato de potássio: KHCO3
- Bicarbonato de amônia: NH4HCO3

## Aplicações
Além do seu importante papel no sistema carbonato, o ânion bicarbonato também é usado em tratamentos medicinais para combater doenças estomacais. Ele é muito utilizado na culinária na forma de bicarbonato de amônia, que é um fermento de alta qualidade para a fabricação de produtos de confeitaria. Sais de bicarbonato ainda são utilizados na limpeza de residências e estão presentes na composição química de alguns extintores de incêndio.

## Sistema carbonato

### Reações químicas
{\displaystyle {\ce {CO_2(g)<=>CO_2(aq)}}}
{\displaystyle {\ce {CO_2(aq) + H_2O <=> H_2CO_3}}}
{\displaystyle {\ce {H_2CO_3 <=> H^+ + HCO_3^-}}}
{\displaystyle {\ce {HCO_3^- <=> H^+ + CO_3^2-}}}
{\displaystyle {\ce {Ca^2+ + CO_3^2- <=> CaCO_3(s)}}}

### Par conjugado bicarbonato-carbonato
Nas condições químicas existentes em soluções aquosas, há o favorecimento das trocas moleculares de prótons, alcançando um equilíbrio de cargas. Segundo a teoria de Brønsted-Lowry, essas interações resultam na troca de íon hidrogênio (H+) entre os pares conjugados. Em soluções naturais como o sangue humano e a água do mar, pode-se observar esse tipo de interação entre pares conjugados do sistema carbonato. Neste caso, os íons bicarbonato (HCO3-) e carbonato (CO32-) interagem a partir da doação de prótons para buscar a estabilidade de suas cargas, diferenciando-se por apenas um átomo de hidrogênio em suas fórmulas químicas.

### Sistema carbonato sanguíneo
Na fisiologia do corpo humano, pulmão e rins são órgãos responsáveis pelo controle do pH sanguíneo, eliminando respectivamente dióxido de carbono (CO2) e bicarbonato (HCO3-). Este último é eliminado na urina. Esse mecanismo de reações químicas do sistema carbonato tampona o pH do sangue em torno de 7,4, apresentando uma faixa saudável de variação entre 7,35 e 7,45. O excesso de ácidos ou bases no sangue gera distúrbios conhecidos como acidose e alcalose, respectivamente.

### Sistema carbonato marinho
O sistema carbonato marinho envolve a atmosfera, a coluna de água do oceano e o sedimento marinho. A interação dos gases presentes na atmosfera com a superfície do oceano permite a transferência de dióxido de carbono (CO2) para a coluna de água marinha, conforme caracterizado na primeira reação do sistema carbonato. O dióxido de carbono dissolvido reage com a molécula de água, para formar ácido carbônico (H2CO3). Como se trata de um ácido fraco, ele buscará uma forma mais estável. Sendo assim, a molécula dissocia-se para produzir um cátion hidrogênio (H+) e um ânion bicarbonato (HCO3-). Este pode perder mais um cátion H+ para a formar o ânion carbonato (CO32-). Por fim, este pode reagir com íon cálcio (Ca2+) presente na água do mar para a formar carbonato de cálcio (CaCO3). A última reação desse sistema é fundamental para a manutenção de diversos organismos calcificantes presentes no oceano, ou seja, aqueles que secretam estruturas de carbonato de cálcio. Exemplos dessas estruturas no oceano são as conchas dos moluscos e os recifes de coral.
O sistema carbonato marinho é o mecanismo pelo qual a água do mar estoca carbono inorgânico na forma dissolvida. Ele também é responsável pelo tamponamento do pH da água do mar, que varia em torno de 8,0 ± 0,2. As três espécies químicas de carbono inorgânico dissolvido (CO2, HCO3- e CO32- ) podem ser absorvidas pelos organismos marinhos. Em função do pH da água do mar, o bicarbonato é a principal espécie dissolvida no oceano, representando cerca de 80% do carbono inorgânico total. Mais de 30% do dióxido de carbono (CO2) existente na superfície da Terra está armazenado nos oceanos.

#### Acidificação do oceano
O oceano é um grande reservatório de carbono inorgânico dissolvido, sendo a maior parte armazenada na forma de bicarbonato. No entanto, as emissões antrópicas de dióxido de carbono na atmosfera estão diminuindo as proporções de bicarbonato e carbonato nos oceanos. A principal consequência disso é a acidificação oceânica, com a diminuição do pH da água do mar. Estima-se que o pH na superfície do oceano era 8,2 antes da Revolução Industrial e atualmente está em torno de 8,1. Até o final do século XXI, o pH da água do mar pode sofrer uma redução de 0,1-0,2 unidades em relação ao pH atual.[carece de fontes?] Uma das consequências dessa acidificação é uma redução na profundidade da lisoclina, região da coluna de água na qual o carbonato de cálcio depositado no sedimento marinho passa a se dissolver rapidamente. Isso causará prejuízos aos organismos que precisam secretar estruturas carbonáticas para a manutenção da vida. Os hábitos de vida e o sistema metabólico desses organismos serão afetados. Alterações deverão ser observadas na capacidade adaptativa, capacidade de proteção e nos sentidos (audição, visão, equilíbrio) dessas espécies, podendo resultar em falhas no seu desenvolvimento estrutural, corporal e até na idade de maturação sexual. As espécies biológicas que não se adaptarem à acidificação da água do mar serão extintas.